# Susan Hiller
Susan Hiller   (Tallahassee, 7 de març de 1940 - Londres, 28 de gener de 2019) va ser una artista americana, que va residir durant anys a la Gran Bretanya. Es dedicà a la instal·lacions, vídeo, fotografia, performances així com a l'escriptura. Utilitzava objectes efímers de la vida quotidiana per a explicar històries i extreure'n nous significats. Ella mateixa descriu el seu art com una mena d'«investigació arqueològica, descobrint quelcom per a donar-li un sentit diferent».
Hiller va estudiar al Smith College. Després de graduar-se en antropologia a la Universitat Tulane, a Nova Orleans, va treballar com a antropòloga, i va obtenir un doctorat en filosofia el 1965. Fou en aquella època quan es va decebre amb l'antropologia acadèmica, i va esdevenir artista.
Va mudar-se a Londres el 1973, amb motiu de la seva primera exposició individual, i allà va començar a destacar amb les seves instal·lacions, com ara Dedicated to the Unknown Artists (1972-76).
La Tate Liverpool va exhibir una retrospectiva de la seva producció el 1996. Fou guardonada amb una Beca Guggenheim el 1998. El 2000 va representar la Gran Bretanya al 7è Biennal de l'Havana. Les seves obres són exhibides a la col·lecció de la Tate.
El Museu d'Art Contemporani Helga de Alvear, amb seu a Cáceres, va dedicar-li entre juny i novembre de 2024 la primera retrospectiva de la seva obra després de la seva mort: «Susan Hiller. Dedicado a lo desconocido».

## Obres notables
- Belshazzar's Feast (1983-4), un vídeo fet originalment per a retransmetre's per televisió.
- Witness (2000), una instal·lació sonora a gran escala, composta per més de quatre-cents altaveus en miniatura que pengen d'una estructura suspesa al sostre. Els altaveus expliquen les experiències de diferents persones (en el seu idioma nadiu) sobre les seves trobades personals amb OVNIs.